# Mroczne pożądanie
Mroczne pożądanie (hiszp. Oscuro Deseo) – meksykański thriller erotyczno-psychologiczny wyprodukowany przez platformę Netflix.
Premiera pierwszego sezonu na całym świecie odbyła się 15 lipca na platformie Netflix.
19 sierpnia platforma Netflix oficjalnie ogłosiła produkcję drugiego sezonu.
Serial okazał się wielkim sukcesem. W 28 dni od premiery produkcję obejrzało 35 milionów widzów. Serial stał się najpopularniejszym serialem latynoamerykańskim wyprodukowanym przez Netflix.

## Obsada[2]
- Maite Perroni jako Alma
- Jorge Poza jako Leonardo
- Regina Pavón jako Zoe
- Alejandro Speitzer jako Darío
- Erik Hayser jako Esteban

## Fabuła
Nauczycielka uniwersytecka rozpoczyna romans z 15 lat młodszym od siebie mężczyzną. Dwie kobiety, trzech mężczyzn, zemsta, morderstwo.